# Arturowo (rejon miadzielski)
Arturowo – dawna leśniczówka. Tereny, na których leżała, znajdują się obecnie na Białorusi, w obwodzie witebskim, w rejonie miadzielskim, w sielsowiecie Słoboda.

## Historia
W czasach zaborów w guberni mińskiej Imperium Rosyjskiego.
W latach 1921–1945 leśniczówka leżał w Polsce, w województwie wileńskim, w powiecie duniłowickim, od 1926 w powiecie postawskim, w gminie Żośno.
W 1931 w 1 domu zamieszkiwało 5 osób.
Wierni należeli do parafii rzymskokatolickiej w Wesołusze i prawosławnej w Żośnie. Miejscowość podlegała pod Sąd Grodzki w Miadziole i Okręgowy w Wilnie; właściwy urząd pocztowy mieścił się w Słobodzie Żośniańskiej.